# Caporale
Caporale è un grado militare in uso in molte forze armate, nelle forze di polizia ed organizzazioni del mondo. È il primo graduato, usualmente equivalente al codice di grado NATO OR-2 o OR-3.

## Etimologia
Il termine deriva dal latino medioevale capora, col significato di capo o, secondo altre fonti, dal latino corpus, col significato di incorporato, arruolato (in inglese il termine è affine: corporal). Da quest'ultima accezione sembra derivare il compito del caporale di arruolatore di giovani per l'esercito.

## Storia
Intorno all'anno mille in Corsica era chiamato «caporale» un magistrato responsabile della protezione e della salvaguardia degli strati poveri della popolazione (si veda storia della Corsica).
Il grado compare nella Nuova cronica di Giovanni, Matteo e Filippo Villani del XIV secolo:
(Giovanni Villani, Nuova cronica, tomo primo, libro tredecimo)
In Francia si considera giunto nella metà del XVI secolo dall'Italia. Da questo grado derivano principalmente sia il caporal maggiore, che il sottocaporale che, nel 1854 venne ridenominato appuntato. Il termine indica anche il fenomeno di sfruttamento di manovalanza giornaliera, il cosiddetto caporalato.

## Nel mondo

### Spagna, Portogallo e America latina
Nelle forze armate spagnole, portoghesi, brasiliane e di molti paesi di lingua castigliana Cabo è un grado militare in uso ed è l'equivalente di caporale  dell'Esercito Italiano e dell'Aeronautica Militare Italiana.

### Finlandia
Nelle forze armate finlandesi, korpraali (in svedese korpral) è il più alto grado di truppa nell'esercito, nell'aeronautica e nelle truppe costiere della marina. Nella marina militare finlandese il grado equivalente è quello di ylimatruusi (in svedese övermatros) e per la guardia di frontiera quello di ylirajajääkäri (in svedese övergränsjägare). Il grado è superiore a quello di sotamies (in svedese soldat) ma inferiore a quello di alikersantti ("sottosergente", in svedese undersergeant).
Solitamente il 10% della truppa viene promossa a caporale al termine della ferma. I caporali servono spesso come vice capogruppo o vengono impegnati in compiti speciali, ad esempio come conducenti. Inoltre la maggior parte degli allievi sottufficiali (in finlandese aliupseerioppilas) riceve il grado di caporale dopo la prima parte della scuola sottufficiali. Anche i futuri allievi ufficiali (in finlandese upseerioppilas) sono solitamente promossi a caporale il giorno prima dell'inizio del corso.
Possono essere promossi al grado di caporale anche i soldati riservisti che si siano particolarmente distinti al termine della prima chiamata successiva al periodo di leva.

Distintivo per colletto di caporale dell'esercito finlandese
Distintivo da braccio di caporale dell'esercito finlandese

### Italia
Il caporale è stato fino al 2022 il primo grado dei graduati di truppa dell'Esercito Italiano, del Corpo militare volontario della Croce Rossa Italiana e del Corpo militare E.I.-S.M.O.M., superiore del soldato semplice o al milite dei Corpi ausiliari e subordinato al caporal maggiore. Da quella data è l'ultimo della Categoria dei militari di truppa.

#### Conferimento
Ai sensi del d.lgs. 15 marzo 2010, n. 66 il personale di appartenenza di categoria VFP1 acquisivano il grado per anzianità, mentre i caporali, dopo diciotto mesi e previo giudizio di idoneità, potevano essere promossi al grado di caporal maggiore.
Con l'entrata in vigore del d.lgs 11 febbraio 2014 n. 8 gli VFP1 non possono più accedere al ruolo dei caporali, essendo ora questa possibilità riservata solo agli VFP4.

#### Distintivo
Il distintivo di grado del caporale è costituito da un gallone nero con un filetto bianco e verde (VFP1) e gallone nero con filetto blu (VFP4), su controspallina del tipo metallico fissata mediante supporti a vite e bulloncino. Per i paracadutisti (aviotruppe) resta il distintivo formato da un gallone rosso ed un filetto rosso sottopannati in azzurro.

Distintivo per uniforme da combattimento di caporale dell'Esercito Italiano
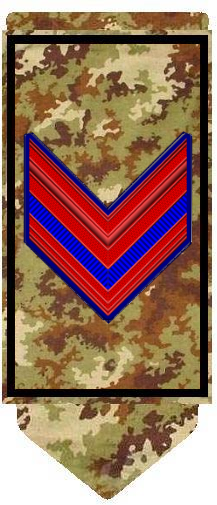
Distintivo per uniforme da combattimento di caporale paracadutista dell'Esercito Italiano
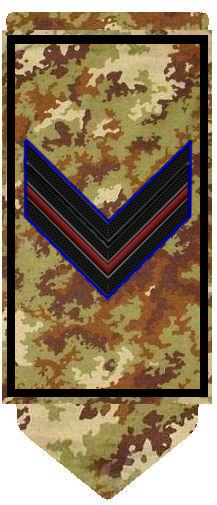
Distintivo a bassa visibilità per uniforme da combattimento di caporale paracadutista dell'Esercito Italiano

Distintivo pettorale di caporale dell'Esercito Italiano
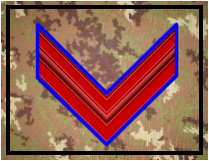
Distintivo pettorale di caporale paracadutista dell'Esercito Italiano
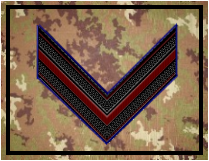
Distintivo pettorale a bassa visibilità di caporale paracadutista dell'Esercito Italiano

#### Corrispondenze
Tale grado è omologo al comune di prima classe della Marina Militare e al grado di aviere scelto dell'Aeronautica Militare.
Il grado di caporale non esiste nelle forze di polizia italiane e non ci sono equivalenti, in quanto le forze di polizia non prevedono personale in ferma prefissata.
| Periodo di servizio        | Esercito Italiano               | Marina Militare                                     | Aeronautica Militare              |
| -------------------------- | ------------------------------- | --------------------------------------------------- | --------------------------------- |
| All'incorporamento         | soldato                         | Nessun distintivo di grado comune di seconda classe | Nessun distintivo di grado aviere |
| Al conseguimento del grado | Caporale Caporale paracadutista | comune di prima classe                              | aviere scelto                     |

#### Marina mercantile
Nella marina mercantile italiana, il marittimo con la qualifica di capo operaio (o capo fuochista) è comunemente chiamato caporale di macchina (o semplicemente "caporale") ed è il sottufficiale capo servizio di tutto il personale comune di macchina e responsabile delle attività tecniche, risponde del suo operato al direttore di macchina in seconda sulle navi da crociera o al primo ufficiale di macchina sulle altre.

#### Regno delle Due Sicilie
Nel Regno delle Due Sicilie il caporale era il grado più basso dei graduati di truppa del Real Esercito. Le procedure di avanzamento di grado si fondavano principalmente su esami di idoneità periodici, ed in alcuni casi su criteri di anzianità. L'esame di idoneità per avanzare di grado seguiva una procedura simile per quasi tutti i livelli gerarchici fino a quello di ufficiale: un soldato di truppa poteva accedere al grado di caporale tramite l'ammissione ad un esame indetto dal colonnello comandante del Reggimento. I candidati dovevano quindi consegnare la domanda ai comandi di compagnia, che la corredavano delle loro osservazioni. Successivamente veniva pubblicata la lista degli ammessi agli esami (generalmente tre candidati per ogni posto disponibile) e si nominava la commissione giudicatrice. L'esame quindi aveva luogo tramite prove scritte e tecnico-pratiche secondo un programma autorizzato dalla Direzione Generale. Il verbale delle prove d'esame, con osservazioni e punteggi, era quindi consegnato al colonnello comandante che rendeva noti i risultati pubblicando la graduatoria. Le promozioni avevano luogo tramite questa graduatoria. La stessa procedura era usata per le promozioni dal grado di caporale a quello di caporal foriere, secondo sergente e primo sergente. Per la promozione ad aiutante di campo (il grado maggiore per un sottufficiale) e per la promozione ad alfiere (il grado minore dell'ufficialità) la commissione esaminatrice era ampliata con ufficiali superiori a cui spesso si univano dei generali.

### Paesi Bassi
Nelle forze armate olandesi il grado è Korporaal comune a esercito, Marina, aeronautica e Gendarmeria, eccetto che per il personale di coperta della Regia Marina dove il grado è Kwartiermeester.

### Russia
Nelle Forze armate della Federazione Russa, il grado è omologo al caporale dell'Esercito Italiano è  (cirillico: ефрейтор) è Efréjtor, superiore al soldato semplice e inferiore al secondo sergente (russo: Мла́дший сержа́нт; traslitterato: Mládšij seržánt). 
Efrejtor è un prestito linguistico dal tedesco Gefreiter ed è, nell'esercito russo un grado assegnato al personale arruolato quale premio per lo svolgimento esemplare dei doveri ufficiali e la disciplina militare esemplare.
Nella Marina della Federazione Russa il grado omologo è Staršij matros omologo del Comune di prima classe della Marina Militare Italiana.

### Svizzera
it: caporale, fr: caporal, de: Korporal
Nell'Esercito svizzero, il caporale (abbreviato cpl), in francese caporal e in tedesco Korporal, è il primo grado militare dei sottufficiali. Ricevono questo grado solo degli specialisti tecnici, i quali possono essere stati scelti a causa della loro professione al di fuori dell'esercito e quindi conoscono niente o poco di condotta. Per questo i caporali ricevono una istruzione di condotta più corta rispetto ai sottufficiali con il ruolo di capogruppo (i sergenti), per contro oltre all'istruzione tecnica ricevono anche la condotta umana.
Prima della riforma dell'Esercito XXI (1º gennaio 2004) questo era il grado attribuito al capogruppo.

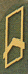
Distintivo non più in uso

## Il grado di caporale nelle varie forze armate
Di seguito è riportata una lista dell'equivalente del grado per le principali forze armate mondiali:
 AlbaniaTetar
 Arabia SauditaArīf (عريف)
 ArgentinaCabo
 AustraliaCorporal
 Austria?
 Belgio?
 BrasileCabo
 BulgariaMladsi sergiant
 CanadaCorporal
 Cile?
 CinaYi Ji Shi Guan, 一级士官
 Colombia?
 Corea del Nord?
 Corea del Sud?
 Croazia?
 Cuba?
 DanimarcaKorporal
 EgittoArīf (عريف)
 Estonia?
 Finlandia?
 FranciaCaporal
 GermaniaObergefreiter
 GiapponeGochō, 伍長
 GreciaDekaneas, Δεκανέας
 IndiaNaik
 IranSarjukhe
 IraqArīf (عريف)
 IrlandaCorporal
 IsraeleRav turái, רב טוראי
 Lettonia?
 Lituania?
 Messico?
 NorvegiaKorporal
 Nuova Zelanda?
 Paesi Bassi?
 Pakistan?
 Perù?
 PoloniaKapral
 PortogalloCabo
 Regno UnitoCorporal
 Romania?
 RussiaMladšij seržant, (младший сержант)
 SpagnaCabo
 Siria?
 Slovenia?
 SveziaKorpral
 Stati UnitiCorporal
 Sudafrica?
 Taiwan?
 Turchia?
 Uruguay?
 Venezuela?